# Ministero della salute (Ucraina)
Il Ministero della salute (in ucraino Міністерство охорони здоров'я України, МОЗ?, Ministerstvo ochorony zdorov'ja Ukraïny, MOZ) è il dicastero del governo ucraino responsabile del sistema sanitario. Si basa sugli ex ministeri della sanità. Viktor Ljaško è stato nominato ministro della salute il 20 maggio 2021.

## Struttura
Il ministero è composto dall'organo centrale guidato dal ministro della sanità e da sostituti del ministro.

### Direzione
- Viktor Ljaško - Ministro
- Iryna Sadov'jak - Viceministro.
- Ihor Kuzin - Viceministro.[1]
- Iryna Mykyčak - Viceministro.[2]
- Maryna Slobodničenko  - Viceministro per l'integrazione europea. In precedenza, questa posizione era occupata da Ol'ha Stefanišyna e, prima dell'estate 2017, da Oksana Syvak.

### Dipartimento medico
Ufficio di assistenza medica per madri e bambini
- Divisione dell'organizzazione di assistenza medica per la popolazione infantile
- Divisione dell'organizzazione ostetrica e ginecologica

Ufficio di assistenza medica per adulti
- Divisione dell'organizzazione primaria di assistenza medica
- Divisione dell'organizzazione specializzata in cure mediche
- Divisione dell'organizzazione di assistenza medica altamente specializzata
- Settore della radioprotezione e conseguenze sulla salute dell'incidente di Cernobyl
- Settore per il trattamento all'estero

Ufficio di assistenza medica e sociale
- Divisione di riabilitazione medica, cure palliative e ospizio[3]
- Divisione per l'esame della disabilità temporanea e permanente
- Settore del trattamento sanatorio[4][5]

### Dipartimento di cure mediche di emergenza e medicina delle catastrofi
- Divisione delle cure mediche di emergenza preospedaliera e ospedaliera
- Divisione di coordinamento e assistenza medica durante le operazioni antiterroristiche, di emergenza e di legge marziale

### Dipartimento di sanità pubblica
- Divisione di coordinamento con altri organi esecutivi centrali e ministeri
- Divisione di programmi e progetti
- Divisione delle iniziative legislative

Natalia Piven è stata a capo del dipartimento nel periodo 2016-2018

### Dipartimento di coordinamento dei centri di riforma
- Divisione per la formazione della politica statale nel campo delle riforme
- Divisione di monitoraggio, sistematizzazione elettronica e sicurezza delle informazioni

### Dipartimento di attività farmaceutica e qualità dei prodotti farmaceutici
- Divisione per la registrazione statale di medicinali e farmaci immunobiologici
- Divisione dell'organizzazione sulla circolazione di stupefacenti
- Settore di formazione della politica statale nel campo della qualità dei medicinali

### Dipartimento delle disposizioni legali
- Divisione delle competenze legali
- Divisione per le analisi e la sistematizzazione
- Divisione del lavoro di medicina legale

### Dipartimento di audit e analisi
- Divisione di audit interno
- Divisione di analisti e controllo generale

### Dipartimento per l'organizzazione dell'erogazione del lavoro agli apparati (uffici)
- Divisione del registro elettronico e del lavoro con documenti riservati
- Divisione dell'organizzazione del lavoro con appelli dei cittadini e accesso alle informazioni pubbliche
- Settore di controllo dell'apparato
- Settore di prestazione di attività del Collegio del Ministero della Salute dell'Ucraina

### Dipartimento di contabilità e rendicontazione finanziaria
- Divisione della contabilità
- Divisione di metodologia contabile e rendicontazione finanziaria

### Dipartimento delle licenze e del controllo di qualità delle cure mediche
- Divisione delle licenze, certificazione e accreditamento
- Divisione del controllo di qualità delle cure mediche
- Settore di controllo statale sulle licenze della pratica medica
- Ufficio per l'organizzazione del lavoro della direzione del Ministero
- Divisione di coordinamento dei lavori della direzione del Ministero
- Divisione del servizio stampa

### Divisione delle relazioni internazionali ed Eurointegrazione
- Settore di Eurointegrazione